# Karl von Holtei

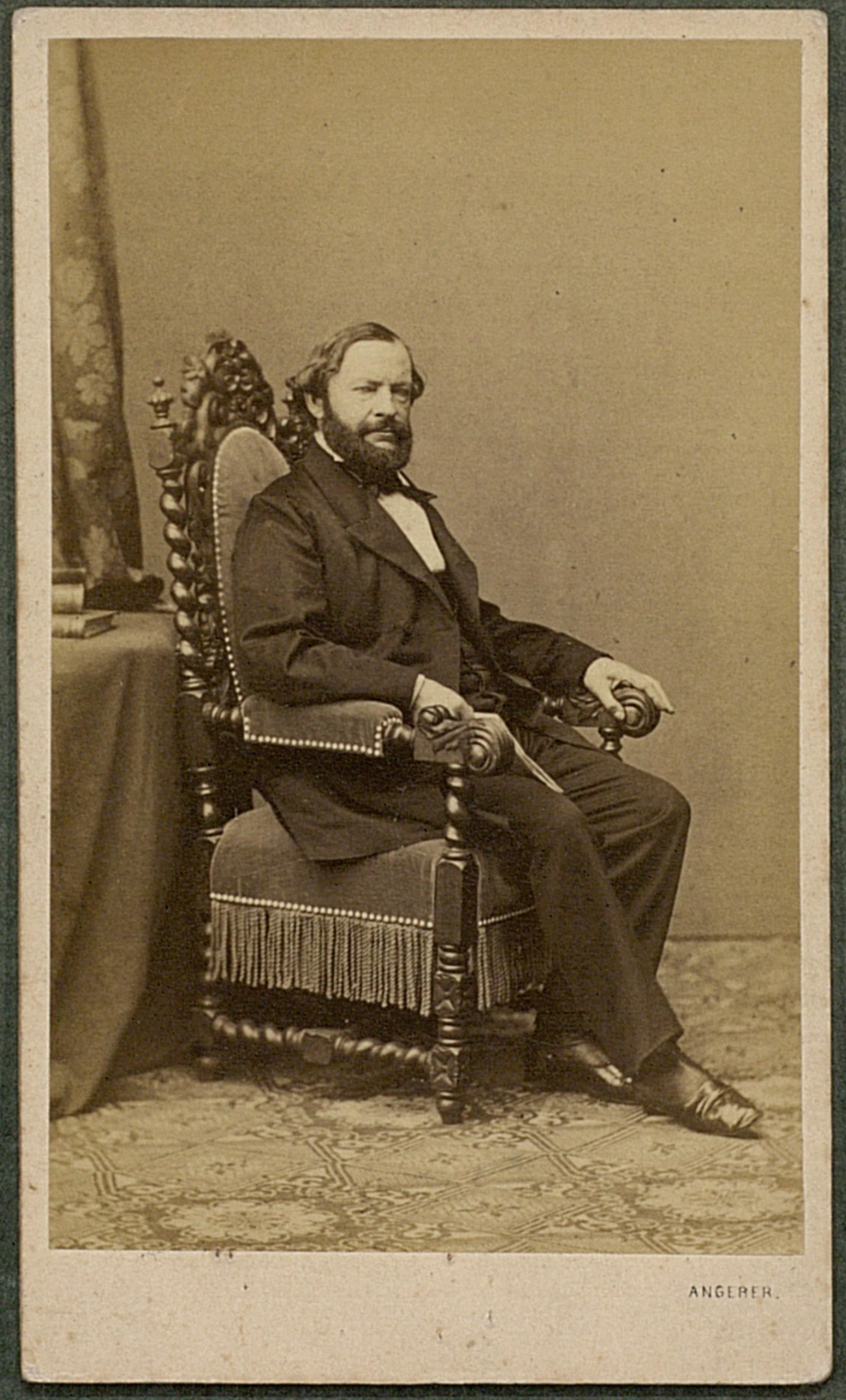
Karl von Holtei, Fotografie von Angerer (1847)

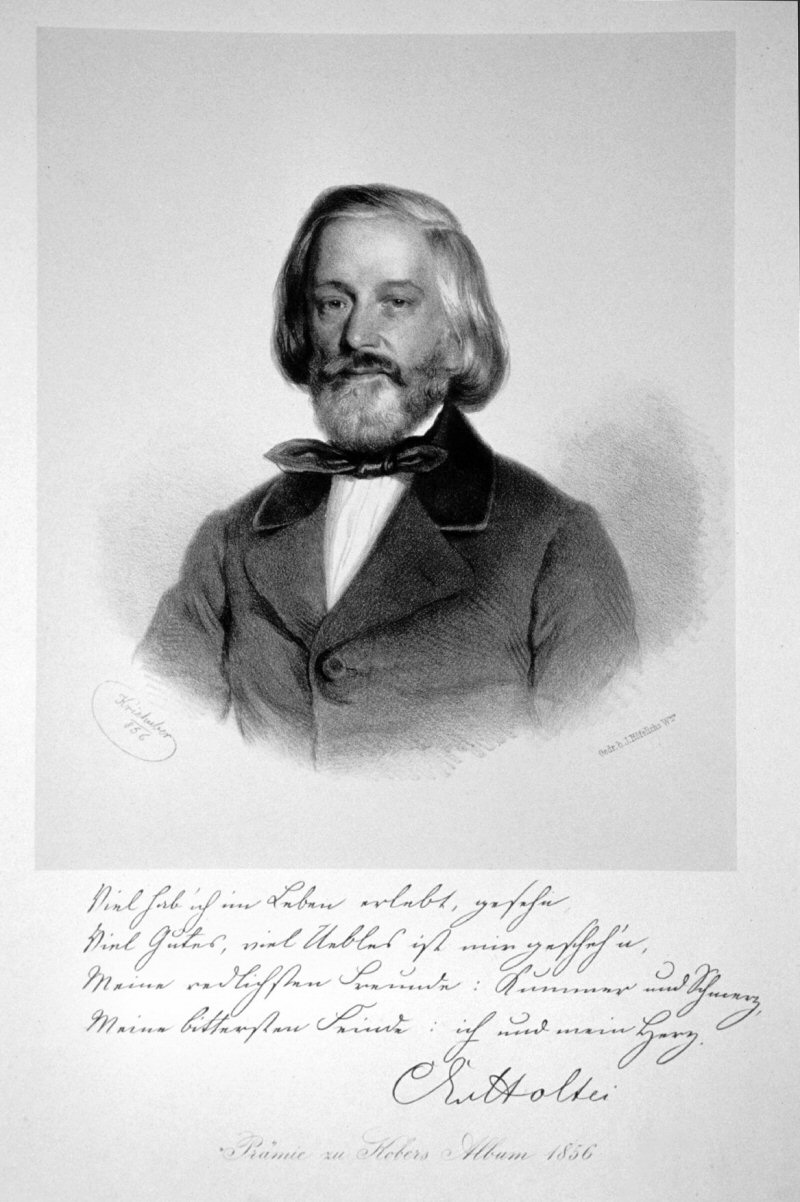
Karl von Holtei; Lithographie von Josef Kriehuber 1856 (nach einem Gemälde von C. Riedel)

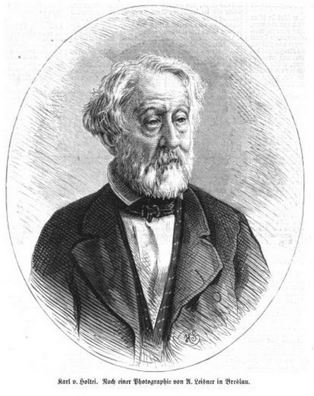
Karl von Holtei, Altersbild

Karl Eduard von Holtei, auch Carl (von) Holtei, eigentlich Karl Eduard von Holtey, schlesisch Hultei-Karle (* 24. Januar 1798 in Breslau/Provinz Schlesien im Königreich Preußen; † 12. Februar 1880 ebenda), war ein deutscher Schriftsteller (insbesondere Theaterschriftsteller), Schauspieler, Rezitator, Theaterregisseur, Theaterleiter und ein schlesischer Dialektdichter.

## Leben

### Kindheit und Jugend
Karl Eduard von Holtey entstammte einer evangelischen Offiziersfamilie von kurländischem Adel. Seine Eltern waren der in der k.k. Armee als Königlich Preußischer Lieutenant im Husarenregiment No. 3 dienende Husarenoffizier Karl von Holtey (1766–1845, gestorben als k.k. Major a. D. 1845 in Saatz/Böhmen) und dessen (seit 1792) erste Ehefrau Wilhelmine Gottliebe, geb. von Kessel (1773–1798), eine Tochter des Königlich Preußischen Stabsrittmeisters (später Majors) Ernst Friedrich von Kessel und Zeutsch (1737–1785) und der Charlotte Erdmuthe von Taubadel-Kertschütz (1750–1809). 1803 heiratete Karls Vater in zweiter Ehe Caroline von Taubadel, mit der er die Tochter Konstanze und einen weiteren Sohn bekam. Da die Mutter drei Tage vor der am 7. Februar durch den Garnisons-Prediger in Breslau stattgefundenen evangelisch-lutherischen Taufe an Kindbettfieber starb, wurde er von seinem Vater an die jüngere Schwester seiner Mutter, Dorothea Marianne Eleonore Baronin von Arnold geb. Freiin von Seidlitz-Golau (1739–1821) gegeben und von dieser erzogen und versorgt. Diese war mit dem Königlich Preußischen Geheimen Kriegsrat Georg Benjamin Baron von Arnold (1737–1806) auf Meesendorf (Kreis Neumarkt) verheiratet. Karl nannte seine aus einer pietistischen Adelsfamilie stammende Tante und Pflegemutter dann auch „Mutter“. (Ihr Onkel mütterlicherseits hatte die pietistische Kolonie Gnadenfrei gegründet). Karl von Holteys Stiefbruder Herbert von Holtey diente in der preußischen Armee und starb 1839 als Rittmeister a. D. in Frankenstein. Mit drei Jahren gehörte von Holtey 1801 zu den ersten Patienten, die gegen Kuhpocken geimpft wurden. Karl von Holtey besuchte zuerst das evangelische Friedrichs-Gymnasium (unter seinem Direktor Karl Ludwig Kannegießer), dann bis 1814 das Maria-Magdalenen-Gymnasium (unter dem Direktorat von Johann Kaspar Friedrich Manso) in Breslau und nahm 1815 als Freiwilliger am Feldzug gegen Napoleon teil. Nach der Rückkehr holte er 1817 unter Mithilfe von Peter Friedrich Kanngießer, dem Hausfreund der Familie von Holtey, das Abitur nach und begann anschließend (neben seinen „Studien“ hinter den Theaterkulissen) für ein Semester ein Studium der Rechte an der Universität Breslau. Er wurde 1817 Mitglied der Breslauer Burschenschaft (Raczeks). 1804 besuchte Karl von Holtey erstmals das Breslauer Theater. Sein weiteres Interesse fürs Theater wird dort auch 1809 bis 1815 geweckt, als etwa der damals bekannte Schauspieler Ludwig Devrient (1784–1832) dort auftrat. Eine beim Gutsbesitzer Karl Wolfgang Schaubert in Obernigk im Sommer von seiner Familie gewünschte Ausbildung (als „Wirtschaftszögling“) in der Landwirtschaft, brachte Karl von Holtey nicht vom Interesse am Theater ab. Um am Feldzug gegen Napoleon teilzunehmen, meldete er sich als Kriegsfreiwilliger bei einem freiwilligen Jägerkorps in Breslau, wo sein Kompaniekamerad Theodor von Sydow (1770–1855) war. Bis zum Kriegsende waren sie jedoch nur bis Quedlinburg gekommen.

### Grafenort
Bereits in seiner Jugend war Holtei als Schauspieler, Dramaturg, Regisseur und Bühnendichter tätig geworden. Sein erstes Theaterstück wurde am 18. Oktober 1817 am Breslauer Theater aufgeführt. Zusammen mit Karl Seydelmann begann er 1816 bis 1824 zunächst eine Schauspielerlaufbahn am Schlosstheater des Grafen Johann Hieronymus von Herberstein (1772–1847) in Grafenort in der Grafschaft Glatz. Erstmals auf der Bühne stand Karl von Holtei in der Rolle des Mortimer (Maria Stuart) am 5. November 1819 in Breslau unter dramaturgischer Leitung von Ferdinand Heinke. Als Schauspieler hatte er jedoch keinen rechten Erfolg beim Publikum und verließ nach acht Monaten das Breslauer Theater wieder. 1820 reiste er als Rezitator zusammen mit seinem Freund, dem Sänger Julius Rochwow, durch Böhmen und Sachsen. Ein Auftritt in der Rolle des Juranits (in Zriny von Theodor Körner) an der Dresdner Hofbühne misslang ihm. Im Dezember 1820 kehrte er nach Obernigk zu seiner Pflegemutter zurück, da diese sein Leben in Breslau finanziell nicht mehr unterstützen konnte. Seine Schauspielerkarriere beendete er daraufhin zunächst. Von Februar 1821 bis Juni 1823 war Holtei Theatersekretär und Theaterdichter beim Königl. priv. Nationaltheater in Breslau.
In Grafenort lernte er die katholische Sängerin und Schauspielerin Louise Rogée (1800–1825) kennen, die am 4. Februar 1821 in der evangelischen Kirche zu Obernigk seine erste Ehefrau wurde, am 9. Mai 1821 ihren ersten Auftritt am Breslauer Theater hatte und nach nur vier Ehejahren am 28. Januar 1825 in Berlin an einer Herzbeutelentzündung starb. Der Witwer hatte danach eine Tochter (Marie) und einen Sohn (Heinrich Wolfgang Andreas, geboren Ende 1821, Paten: Henrich Steffens und der Gutsbesitzer Karl Wolfgang Schaubert) zu versorgen. Heinrich Holtei (1821–1836) starb 16-jährig in Grafenort, wo er seinen Vater und seine Stiefmutter besuchte, an einem „schleichenden nervösen Fieber“ und wurde katholisch beigesetzt, die evangelische Marie Holtei (1822–1897) heiratete 1842 in Graz den katholischen Advokaten und Sparkassenbeamten Josef Potpeschnigg (1809–1893) und verzog nach dort; ihre Kinder Karl, Wilhelm und Heinrich wurden im katholischen Glauben erzogen.
Am 6. Mai 1823 wurde Holtei im Zusammenhang mit einer von ihm geplanten, einen Skandal auslösenden Seiltänzerpantomime aus dem Breslauer Theater entlassen. Am 23. Juni traten Karl und seine Ehefrau Louise von Holtei, die er „die kleine Rogée“ nannte, eine „Kunstreise“ (Tournee) mit Auftritten in Prag, Wien, Brünn, Berlin und Hamburg an. In Berlin spielte Louise Holtei im März 1824 am Königlichen Theater. Im selben Jahr veranlasste Karl von Holtei in Berlin die erste Aufführung von Das Käthchen von Heilbronn.
In Grafenort war Holtei in 12 Spielsaisons Leiter des Schlosstheaters. Dort schrieb er auch seine ersten Gedichte in schlesischer Mundart.

### Wanderschaft

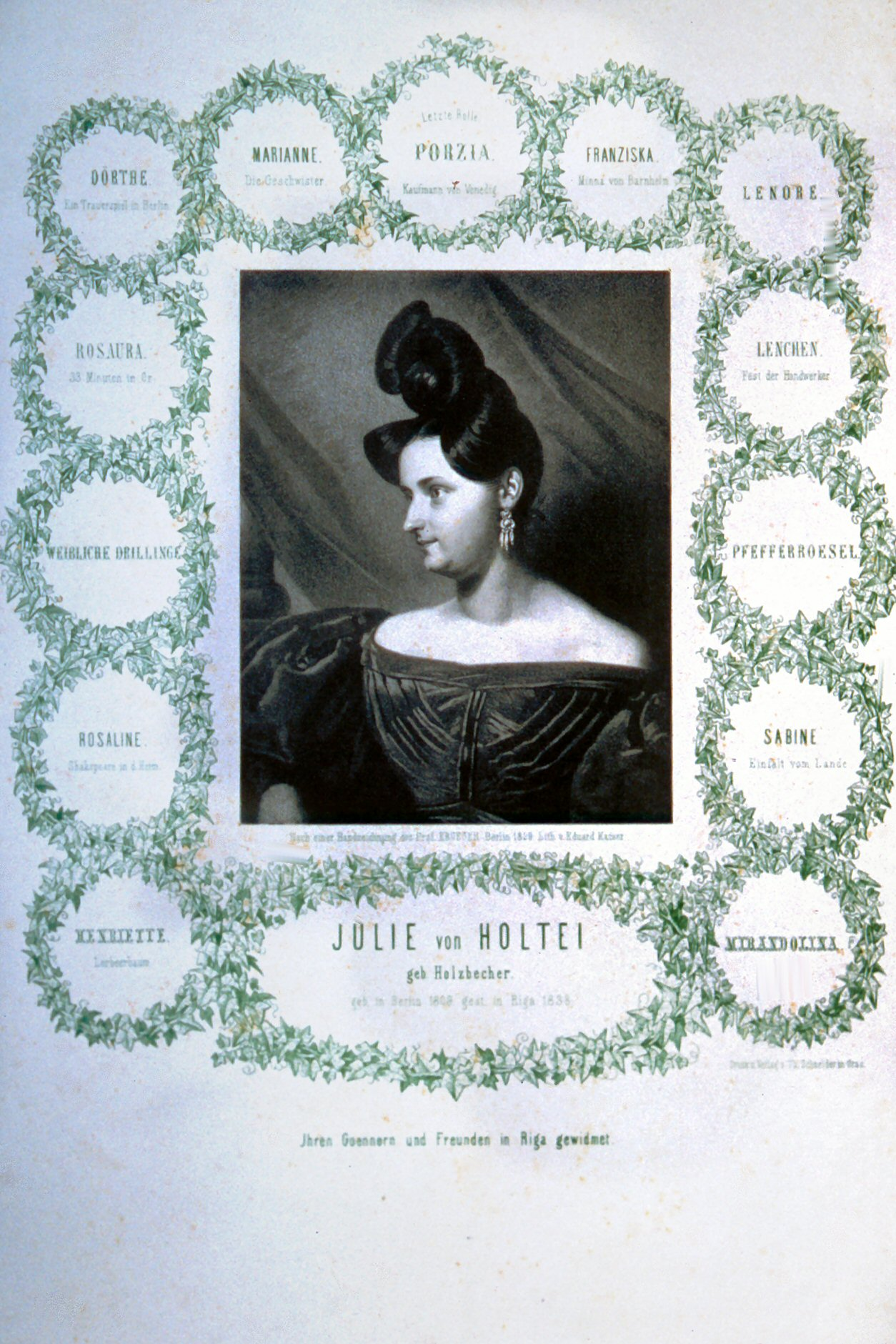
Julie von Holtei

Von März 1825 bis Sommer 1826 war Holtei Direktions-Sekretär und Dramaturg am Königsstädtischen Theater am Alexanderplatz in Berlin, wo viele seiner Stücke aufgeführt wurden. 1826–1827 begleitete er den Grafen Herberstein nach Paris, wo er unter anderem Alexander von Humboldt und Giacomo Meyerbeer kennenlernte. In Paris besuchte er regelmäßig das von Eugène Scribe geleitete Théâtre de Gymnase. Im Sommer 1829 kehrte Holtei wieder nach Berlin ans von Karl Friedrich Cerf geführte Königsstädtische Theater zurück.
In Berlin heiratete er 1830 zum zweiten Mal, diesmal die Schauspielerin und Sängerin Julie Holzbecher (1809–1839), die am Königsstädtischen Theater auch in Bühnenwerken Karl von Holteis mitwirkte und mit der er mehrere Gastspielreisen unternahm. So waren Julie von Holtei als Schauspielerin und Karl von Holtei als Regisseur 1830 bis 1. Januar 1831 unter dem Intendanten Küstner am Hoftheater in Darmstadt tätig.
Als Schauspieler in der Rolle des „Heinrich“ und Autor von Lorbeerbaum und Bettelstab oder Drei Winter eines deutschen Dichters … Mit einem Nachspiel: Bettelstab und Lorbeerbaum war er am 16. Februar 1833 in Berlin erfolgreich. 1834 spielte er in Frankfurt an der Oder und in Glogau bei der „Fallerschen Truppe“ und mit seiner Frau trat er von Mai bis August desselben Jahres an 14 Abenden im Breslauer Theater auf.
Nach Auftritten an weiteren Bühnen (unter anderem von November 1834 bis März 1835 am Wiener Theater in der Josefstadt) leitete er vom 30. Mai bis 4. Oktober 1835 das Theater in Baden bei Wien. Im März 1836 verließen die Holteis Wien und reisten über Brünn, wo sie einige Male auftraten, nach Grafenort zu Graf Herberstein. In Grafenort machte Karl von Holtei 1836 Bekanntschaft mit dem originellen, seinen Besitz mit den Armen teilenden, in Neuwaltersdorf und Martinsberg in der Grafschaft Glatz tätigen katholischen Kaplan Georg Seipel (1752–1837; von der Bevölkerung „Pater Jürgel“ genannt), dem er als „Pater Christel“ in dem große religiöse Toleranz zum Ausdruck bringenden Roman „Christian Lammfell“ 1853 (entstanden in Graz) ein literarisches Denkmal setzte. Seine Bühnenwerke 33 Minuten in Grünberg, Die Majoratsherren und Der Russe in Deutschland wurden in Grafenort uraufgeführt. Im Herbst 1836 kehrte das Ehepaar Holtei zurück nach Berlin, wo Karl von Holtei Shakespeare vorlas. Von 1837 bis 1839 war er erfolgreicher Direktor des damals deutschsprachigen Theaters in Riga, für das er Richard Wagner als Kapellmeister engagierte. Nachdem seine zweite Frau am 20. Dezember 1838 nach einer Zwillingsgeburt verstorben war, reiste er 1839 ab und kehrte nicht zurück. Marie, seine Tochter, blieb bei dem befreundeten Oberpastor Grave in Riga. Von Juli 1839 bis Mai 1840 war Karl von Holtei wieder in Grafenort, wo er seine Briefe aus und nach Grafenort schrieb, und von Juli bis Oktober 1840 hielten er und seine Tochter sich als Gäste von Herberstein auf Schloss Eggenberg bei Graz auf. Von Ende 1840 bis 1842 spielte Karl von Holtei dann unter Carl Carl am Theater an der Wien. Zudem war er in Wien als Vorleser für den Fürsten Metternich tätig (siehe auch Österreichische Bundeshymne). Von Winter 1842 bis Sommer 1843 lebte Holtei wieder in Berlin sowie im nahegelegenen Lützow und begann mit der Niederschrift seiner Lebenserinnerungen Vierzig Jahre Lorbeerkranz und Wanderstab. Den Winter 1843/44 verbrachte Holtei wiederum in Grafenort und im März 1844 schrieb er bei seiner Stiefmutter und Stiefschwester Konstanze in Oels den dritten Band der Vierzig Jahre. In Oels lernte Holtei zudem den damaligen Domprediger und späteren Breslauer Fürstbischof Heinrich Förster bei einer Jubiläumsveranstaltung am 3. Juni 1844 kennen.
Am 1. Oktober 1844 übernahm Karl von Holtei als Dramaturg die künstlerische Leitung des vom Baron Eugen von Vaerst als Pächter geleiteten Breslauer Stadttheaters, die er jedoch wegen Unstimmigkeiten mit der Intendanz am 15. März 1845 wieder aufgab. Auf Einladung des 1847 durch Melchior von Diepenbrock exkommunizierten Fürsten Hermann von Hatzfeld (1808–1874), seines einflussreichsten Gönners, verbrachte er einige Zeit auf dessen Schloss Trachenberg und schrieb dort im Juli 1845 große Teile seiner Lebenserinnerungen (den fünfen Band der Vierzig Jahre) nieder. Von November 1845 bis Frühling 1846 weilte er wieder in Breslau und im Sommer 1846 in Graz. Gastspiel- und Vorlesungsreisen führten ihn von Herbst 1846 bis Sommer 1847 unter anderem nach Wien, Prag, Dresden, Hamburg und Weimar, bevor er sich ab August 1847 wieder auf Schloss Trachenberg beim Fürsten Hartzfeld aufhielt, bis er wegen heftiger Aufstände im benachbarten Posen im Februar 1848 mit der Fürstin Hatzfeld und ihrem Kind nach Wien floh und dann zu seiner Tochter nach Graz reiste. Graz verließ er Ende Mai 1848 wieder, reiste über Trachenberg ins politisch ruhigere Hamburg und hielt im Winter „Vorlesungen“ in Schwerin, Lübeck und Bremen. In Hamburg lebte er von Februar bis Juli 1849 und schrieb dort für das Thaliatheater. Bevor er von November 1849 bis Januar 1850 wieder in Hamburg lebte und dort seine Lebenserinnerungen vollendete, hielt er sich im August 1849 wieder in Graz auf.
1850 zog er dann zu seiner Tochter aus erster Ehe, Marie Holtei, nach Graz, widmete sich der Herausgabe seiner Theaterstücke und versuchte sich auch als Romanautor. Seine 1854 in Graz entstandene Erzählung Ein Mord in Riga war einer der ersten deutschen Kriminalromane. Auch Schwarzwaldau (ebenfalls einer der ersten deutschsprachigen Kriminalromane) entstand in Graz 1855. 1856 traf er in Graz Franz Grillparzer und im Januar 1859 war die Pianistin Clara Schumann während einer ihrer vielen Konzertreisen sein Gast. In Graz bildete Karl von Holtei junge Schauspieler wie Joseph Wagner (1818–1870), Wilhelm Knaack und Adolf Sonnenthal aus. Von November 1860 bis November 1861 unternahm er, angeregt durch seinen Verleger Trewendt in Breslau, eine Vorlesungs- bzw. Vortragsreise durch Schlesien, bei der er erstmals auch eigene Werke vortrug, und wurde von seinen Landsleuten begeistert gefeiert. Die Heimatgedichte Derheeme und Heem will ihch stammen aus dieser Zeit. Von 1861 bis 1864 hatte er mehrere Kuraufenthalte in Bad Reinerz. 1863 übersiedelte er zurück in seine Heimatstadt Breslau, wohnte von Dezember 1865 bis 1876 in einer Mansardenwohnung mit zwei Zimmern im dritten Stock des Gasthofs Drei Berge in der Büttnerstraße 33 und dichtete wieder Mundartgedichte. Seinen Lebensunterhalt bestritt er durch die Pension der Schiller-Stiftung, durch die Unterstützung durch die Staatskasse sowie einer Unterstützung durch die Schlesischen Stände. Im Preußisch-österreichischen Krieg kämpfte sein jüngerer Enkel 1866 auf österreichischer Seite, was dem politisch äußerst rechts stehenden Karl von Holtei großen Kummer bereitete. Holtei, der bereits in Graz Autographen gesammelt hatte, verkaufte seine umfangreiche Sammlung im Oktober 1869 an den Breslauer Photographen Robert Weigelt. Holteis achtzigster Geburtstag wurde 1878 festlich begangen und er erhielt das Ritterkreuz des Hohenzollernordens durch den König von Preußen verliehen. Schon vorher, am 11. Dezember 1876, hatte der fast mittellose Protestant stationäre Aufnahme und Pflege im katholischen Kloster der Barmherzigen Brüder in der Klosterstraße in Breslau gefunden, wo er im zweiten Stock wohnte und auch am 12. Februar 1880 gegen 17 Uhr starb.

### Gesellschaftsleben
Karl von Holtei war ein Autor, der das Gesellschaftliche als wichtige Komponente seines Wirkens verstand und sich ein internationales Kontaktnetz schuf. Mit Willibald Alexis und anderen hatte er bereits 1818 eine Reise ins Riesengebirge unternommen. In den Jahren 1827, 1829, 1830 und 1831 besuchte er Goethe in Weimar, der seine Mundartgedichte lobte und dem Holtei 1830 seine Schlesischen Gedichte gewidmet hatte, und freundete sich mit Goethes Sohn August sowie Johanna Schopenhauer an, deren häufiger Gast Holtei war. Er war mit Joseph von Eichendorff, August Kahlert und Gustav Freytag (mit dem er um 1845 erstmals zusammentraf) und der Baronin Prokesch (Ehefrau von Anton Prokesch von Osten) sowie dem seit 1851 in Graz tätigen Germanisten Karl Weinhold befreundet. Die von Weinhold genannten „Verirrungen“ Holteis könnten auf mögliche gleichgeschlechtliche Neigungen Holteis hindeuten. Auch zu dem Schriftsteller Karl Maria Benkert (ab 1847 Karl Maria Kertbeny) hatte Holtei Kontakt.
Als Gesellschafter des Grafen Herberstein wohnte er von Juli bis Oktober 1840 mit seiner Tochter in Schloss Eggenberg bei Graz.
1844 hielt sich Holtei im niederschlesischen Oels bei seiner „Mutter und Schwester“ (gemeint sind hier seine Stiefmutter Caroline Holtey, geb. von Taubadel, seit 1803 zweite Ehefrau seines Vaters, und seine Stiefschwester Constanze) auf, um ungestört arbeiten zu können. Aus einer am 3. Juni 1844 bei einem Festessen in Oels stattgefundenen ersten Begegnung mit Heinrich Förster entwickelte sich bei teilweise heftigen Diskussionen zwischen 1844 und 1847 später eine Freundschaft zu dem Breslauer Bischof, die bis 1872 (und den Meinungsverschiedenheiten bezüglich des katholischen Unfehlbarkeitsdogmas) anhielt.
In Breslau war er häufiger Gast an der Tafel des Fürstbischofs Förster, was dem Gerücht, Holtei sei katholisch geworden, Nahrung gab. Auch um diesem Gerücht, gegen das sich Holtei bereits seit 1845 wehrte, entgegenzutreten, verfasste Holtei (gemäß seinem Freund Weinhold) die 1847 abgeschlossene Schrift Fürstbischof und Vagabund.
Holtei zog sich vom Theater zurück, weil er moderne Tendenzen wie den aufkommenden Naturalismus im Theater oder die endgültige Trennung zwischen Schauspiel und Oper ablehnte. Der deutschsprachige Raum war für ihn stets noch ein loses Gebinde kleiner Staaten und Städte, so dass er der zunehmenden Urbanisierung und Internationalisierung mit Unverständnis begegnete. Er präsentierte sich gerne als Relikt aus einer längst vergangenen Zeit. In der zweiten Hälfte des 19. Jahrhunderts gehörte er zu den populärsten Gestalten der deutschsprachigen Literatur. – Ein deutscher Nationalismus versuchte Holtei im 20. Jahrhundert als Heimatdichter zu etikettieren, etwa wie Adam Müller-Guttenbrunn. Heute finden die sozialgeschichtlichen Details seiner Romane wieder Beachtung, etwa die Geschichte der Schausteller und Schauspieler, wie sie sich in den Romanen Die Vagabunden (1851 entstanden in Graz) und Der letzte Komödiant (1863) spiegelt. (Er hatte sich selbst als „vagabundierenden“ Schauspieler und Schriftsteller bezeichnet.)

### Begräbnis und Ruhestätte
Nachdem der Diaconus Decke von der evangelischen Hauptkirche von St. Bernhardin im Kloster das Sarggebet gehalten hatte, erfolgte der Trauerzug, wobei dem Leichenwagen tausende Menschen, darunter Gerhart Hauptmann, folgten. Beigesetzt wurde Karl von Holtei dann auf dem Bernhardin-Kirchhof in Rot(h)kretscham an der Landstraße nach Ohlau bei Breslau. Sein Grabstein aus rotem Granit trägt die Inschrift in schlesischer Mundart: „Suste nischt ack heem!“ (Sonst nichts nur heim! Frei übersetzt: „Nichts wie ab nach Hause!“).
Während der Polonisierung Anfang der 1950er Jahre in Breslau wurde der Friedhof von den neuen Bewohnern Wrocławs zerstört und abgeräumt, die Grabplatten wurden zerbrochen oder ihre deutschen Inschriften entfernt.

## Schaffen
Holtei versuchte, die deutsche Sprache gegenüber dem Französischen (aus dem damals noch die meisten deutschen Literatur- und Theaterprodukte übersetzt waren) aufzuwerten, indem er verschiedenste Dialekte verwendete. Dieses Stilmittel gab es im Französischen nicht. Die Aufwertung des Dialekts gegenüber der Hochsprache verstand er nicht zuletzt als Aufwertung des Bürgerlichen gegenüber dem Aristokratischen. Obwohl er selbst ein Angehöriger des niederen Adels war, bemühte er sich, zwischen Adel und Bürgertum zu vermitteln, statt die Konflikte zu betonen, die in den Revolutionsjahren 1830 und 1848 zum Ausbruch kamen. Daher sind seine Stücke eher unpolitisch, höchstens patriotisch wie Der alte Feldherr. Sie befassen sich im biedermeierlichen Sinn hauptsächlich mit dem Privatleben und behandeln aktuelle gesellschaftliche Fragen wie die Freiheit der Partnerwahl für die Ehe. Dabei appellieren sie an die Toleranz des Publikums. In seinem Simmelsammelsurium beschreibt er im Kapitel Juden und Jesuiten beider „Bestreben die Weltherrschaft an sich zu reißen“, und erbost über diesen polemischen Artikel kündigte ihm der Fürstbischof Förster daraufhin endgültig die Freundschaft. Bekannt wurden Holteis Possen Die Berliner in Wien und das 1824 verfasste Liederspiel Die Wiener in Berlin, in denen er mit Sprachunterschieden operierte. Seine melodramatische Oper Des Adlers Horst blieb einige Zeit im Repertoire. Die (auch auf seinem Grabstein später angebrachte) Schlusszeile seines Gedichtes Suste nischt, ack heem! „Heem will ihch, suste weiter nischt, ack heem!“ ist unter Niederschlesiern redensartlich geworden.
Ebenso beherrschte er die Umsetzung eines Mediums in ein anderes: Gottfried August Bürgers berühmte Ballade Lenore bearbeitete er als Bühnenmelodram. In seinem Roman Der letzte Komödiant gab er Theaterstücken eine erzählerische Form.

### Liederspiel
Holtei propagierte das Liederspiel als deutschsprachige, sentimentalere Variante des französischen Vaudevilles (Flüchtige Bemerkungen über Vaudeville und Liederspiel, 1827). In seine Stücke waren Lieder zu bekannten Melodien eingestreut, die er selbst auf der Gitarre begleitete. Allbekannt ist das „Mantellied“ aus „Lenore“ (1828 vom Königstädter Theater in Berlin uraufgeführt). – Bissige Parodien auf zwei seiner Rührstücke waren Johann Nestroys Weder Lorbeerbaum noch Bettelstab (1835) und Die verhängnisvolle Faschingsnacht (1839).

## Werke und Veröffentlichungen (Auswahl)
- Propertia di Rossi (Gedicht, 1817)[48]
- als Hrsg.: Obernigker Bote (Wochenschrift vom 4. März bis September 1822)
- als Hrsg.: Jahrbuch deutscher Nachspiele (Jahrgang 1, 1822, bis Jahrgang 3, 1824) und dann unter dem Titel Jahrbuch deutscher Bühnenspiele (bis 1844, ab Jahrgang 11, 1832, zusammen mit Friedrich Wilhelm Gubitz)
- als Hrsg. mit Karl Schall und Friedrich Barth: Deutsche Blätter für Poesie, Litteratur, Kunst und Theater. (Januar bis Dezember 1822)[4]
- Festspiele, Prologe und Theaterreden (1823). books.google.de
- als Hrsg.: Monatliche Beiträge zur Geschichte der dramatischen Kunst und Literatur. Haude und Spener, Berlin Oktober 1827 bis Juni 1828 (nur 3 Bände)[4]
- Der alte Reiter und sein Mantel. („Mantellied“ aus dem Schauspiel Lenore, 1827). In: Erks Deutscher Liederschatz. Eine Auswahl der beliebtesten Volks-, Vaterlands-, Soldaten-, Jäger-, Studenten- & Weihnachts-Lieder für eine Singstimme mit Pianofortebegleitung. Band 1, C. F. Peters, Leipzig (um 1910) (= Edition Peters. Band 8759), Nr. 158, S. 169; auch (auf S. 42 f.)
- Lenore. Vaterländisches Schauspiel mit Gesang in drei Abtheilungen. Duncker u. Humblot, Berlin 1829. books.google.de
- Schlesische Gedichte. Haude und Spener, Berlin 1830 (23. Auflage: 1910). books.google.de
- Beiträge zum Königsstädter Theater. Erster Band: Erinnerung. Die Majoratsherren. Der alte Feldherr (Mit Notenbeilage). Zweiter Band: Doktor Johannes Faust. Robert der Teufel. J. F. Haßloch, Wiesbaden 1832
- Ein Trauerspiel in Berlin (1832). Neuausgabe: books.google.de
- Lorbeerbaum und Bettelstab (1833). books.google.de
- Deutsche Lieder (1834). 2., verm. Aufl 1836 online
- Briefe aus und nach Grafenort. J. F. Hammerich, Altona 1841.online
- Vierzig Jahre Lorbeerkranz und Wanderstab. Lebenserinnerungen 8 Bände (1843–1850); Band 1–4: Buchhandlung des Berliner Lesecabinets, Berlin 1843–1844, Band 5–8: A. Schulz, Breslau, und Adolf, Berlin 1845–1850
- Theater (Theaterstücke, 1845). Ausgabe letzter Hand 1867: books.google.de
- Die Vagabunden. (Roman in 4 Bänden) Trewendt, Breslau 1852 (1. Band als Digitalisat und Volltext im Deutschen Textarchiv, 2. Band als Digitalisat und Volltext im Deutschen Textarchiv, 3. Band als Digitalisat und Volltext im Deutschen Textarchiv, 4. Band als Digitalisat und Volltext im Deutschen Textarchiv); 2. Auflage (in drei Bänden) ebenda 1857 (mit einer Widmung an „K.K. Hofrath und Polizeidirector in Prag Anton Freiherr von Paümann“)  Neuausgabe 2012; books.google.de
- Christian Lammfell. Roman in fünf Theilen. 4 Bände, E. Trewendt, Breslau 1853; weitere Ausgaben: ebend 1862; 4. Auflage (5 Bände), ebenda 1878. Band 1 online, Band 2,Band 3, Band 4, Band 5
- Der Obernigker Bote. Gesammelte Aufsätze und Erzählungen in drei Bänden von Karl von Holtei. Trewaldt & Granier, Breslau 1854. Band 1 online, Band 2, Band 3
- Gedichte, 4. Auflage, Verlag von Victor Lohse, Hannover 1856
- Schwarzwaldau. 2 Bände, H. Hübner, Prag/Leipzig (= Album. Bibliothek deutscher Originalromane der beliebtesten Schriftsteller. Jahrgang 11, Band 1–2). Band 1 online, Band 2
- als Hrsg.: Für den Friedhof der evangelischen Gemeinde in Gratz in Steiermark. Erzählungen, vermischte Aufsätze und Gedichte von Einhundertsechsundzwanzig deutschen Gelehrten, Schriftstellern und Dichtern diesem Zwecke gewidmet. Mit einer musikalischen Beilage[49] von G. Meyerbeer. F. Vieweg u. Sohn, F. Manz, Aug. Hesse, Braunschweig/Wien/Graz 1857 (unter anderem mit Beiträgen von J. v. Eichendorff, E. Geibel, F. Grillparzer, W. Grimm, A. Grün, C. v. Holtei, F. Hebbel und Hyacinth von Schulheim)[4]
- Vierzig Jahre. 6 Bände, 2. Auflage. E. Trewendt, Breslau 1859. Band 1 – Internet Archive – Band 2 – Band 3 – Internet Archive – Band 4 – Band 5 – Internet Archive–   Band 6 – Band 7
- Erzählende Schriften (41 Bände, 1861–1866)
- Die Eselsfresser (entstanden 1866 in Graz). Band 1 online, Band 2, Band 3
- Preußische Kriegs- und Siegeslieder (1867)
- Theater (6 Bände, 1867). Band 1 online, Band 2, Band 3, Band 4, Band 5, Band 6
- Nachlese. Erzählungen und Plaudereien. 3 Bände. E. Trewendt, Breslau 1870/1871 (gewidmet seinen in Graz geborenen drei Enkeln „Karl, Wilhelm und Heinrich“ Potpeschnigg). Band 1 online, Band 2, Band 3
- Simmelsammelsurium aus Briefen, gedruckten Büchern, aus dem Leben und aus ihm selbst. 2 Bände, Eduard Trewendt, Breslau 1872. Band 1 online, Band 2
- Fürstbischof und Vagabund. Erinnerungsblätter (im Juni 1874 in Breslau abgeschlossen). Eduard Trewendt, 1. und 2. (druckgleiche) Auflage. Breslau 1882[50] obc.opole.pl (PDF; 8,1 MB)
- Dreihundert Briefe aus zwei Jahrhunderten (2 Bände, 1872; Nachdruck: Bern 1971). Band 1 online, Band 2
- Goethe und sein Sohn. Weimarer Erlebnisse in den Jahren 1827–1831 (postum, Hamburg 1924) DNB 575493798
- Der letzte Komödiant. Roman in 3 Theilen. Breslau 1863. Band 1 online, Band 2, Band 3
- ‘s Muhme-Leutnant-Saloppel. In: Paul Heyse, Hermann Kurz (Hrsg.): Deutscher Novellenschatz. Band 12. 2. Auflage. Berlin [1910], S. 195–231. In: Thomas Weitin (Hrsg.): Volldigitalisiertes Korpus. Der Deutsche Novellenschatz. Darmstadt/Konstanz, 2016 (Digitalisat und Volltext im Deutschen Textarchiv)

Neuere Ausgaben
- Mit dem Thespiskarren durch die Lande (bearbeitet von Norbert Hopster). Heidenheimer Verlagsanstalt, Heidenheim 1971
- Jugend in Breslau (hrsg. v. Helmut Koopmann). Nicolai, Berlin 1988, ISBN 3-87584-227-8
- Mord in Riga. Neuthor, Michelstadt 1992, ISBN 3-88758-048-6
- Ausgewählte Werke, Teil 1: Gedichte, Lieder, Stücke, Schriften zu Literatur und Theater. Bergstadtverlag Korn, Würzburg 1992, ISBN 3-87057-162-4.
- Ausgewählte Werke, Teil 2: Vierzig Jahre (Auswahl), Erzähl- und andere Prosa. Bergstadtverlag Korn, Würzburg 2009, ISBN 978-3-87057-315-7

## Ehrungen
Auf der Holteihöhe in Breslau errichteten Freunde und Verehrer Holteis im Jahre 1882 ein Denkmal. Dessen Büste wurde von dem Bildhauer Albert Rachner (* 4. Juni 1836 in Obornik, Provinz Posen; † 30. Januar 1900 in Breslau) geschaffen. Rachner schuf auch das Linné-Denkmal in Breslau.
Ein noch erhaltenes Denkmal für Karl von Holtei steht in Oborniki Śląskie.
Im Jahr 1902 wurde in Berlin-Friedrichshain die Holteistraße nach ihm benannt. In Lindenau (Leipzig) wurde zum 1. Januar 1906 die Marienstraße in Holteistraße umbenannt.
Im Jahr 1936 wurde in Wien-Floridsdorf (21. Bezirk) die Holteigasse nach ihm benannt.

## Briefe
- Briefwechsel Clara Schumanns mit Maria und Richard Albert Fellinger, Anna Franz geb. Wittgenstein, Max Kalbeck und anderen Korrespondenten in Österreich, hrsg. von Klaus Martin Kopitz, Anselm Eber und Thomas Synofzik (= Schumann-Briefedition, Serie II, Band 4), Köln 2020, S. 581–598